# KPV重機槍
KPV重機槍（意為：弗拉基米洛夫大口徑機槍）是蘇聯制造的重機槍，發射14.5×114毫米彈藥，與二戰蘇聯的反坦克步槍彈藥相同。

## 簡介

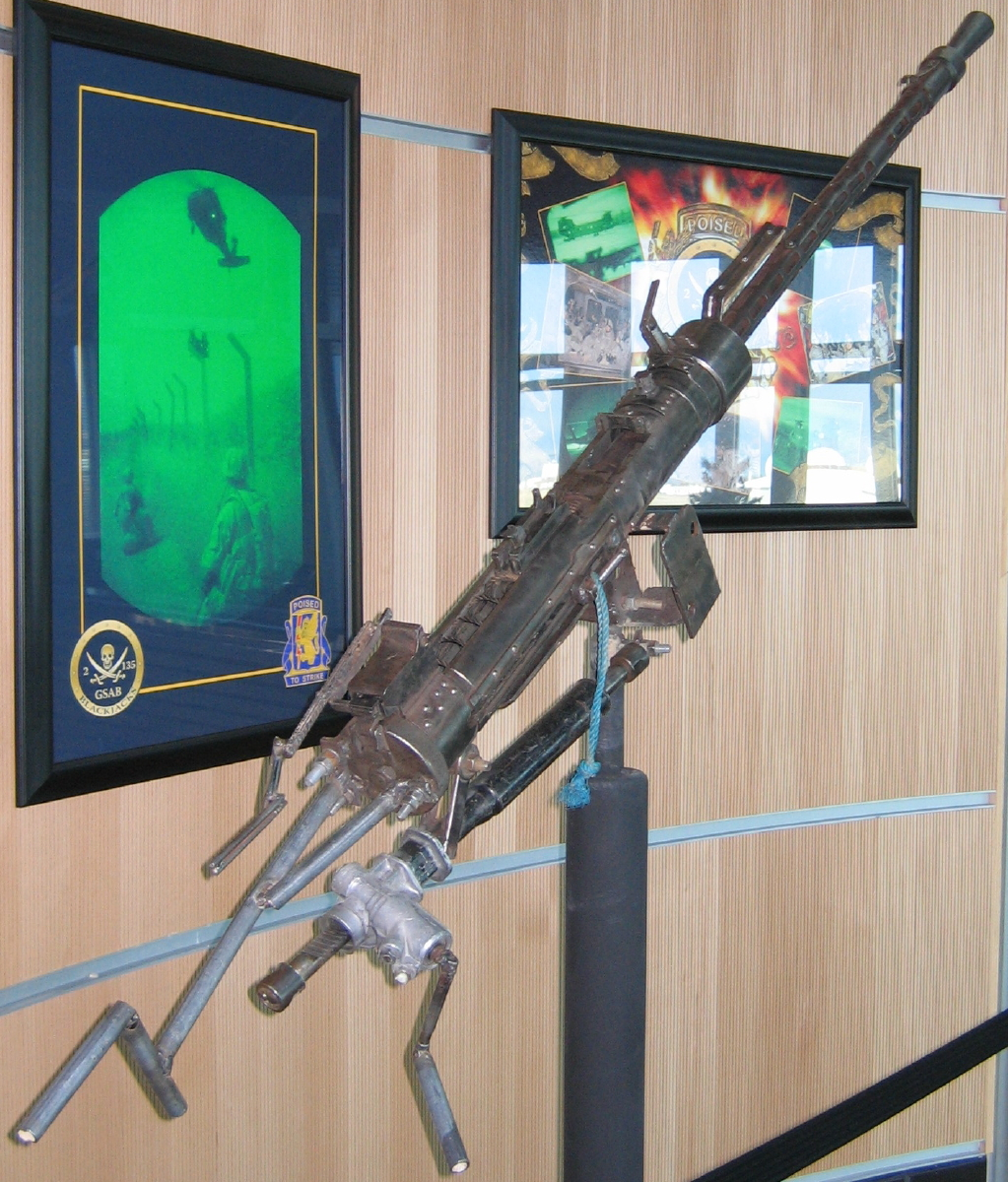
KPVT重機槍

KPV重機槍1949年定位為步兵武器，但因太大及太重，在60年代改為防空武器。用作防空的KPV效果良好，可裝在ZPU-4、ZPU-2及ZPU-1上對1,500米內低飛的飛機或直升機射擊。裝在BTR系列及BRDM-2上的KPV令車輛火力提升，而坦克上的KPV重機槍名為KPVT。
朝鮮民主主義人民共和國也把KPV重機槍用於其國產的T-62主戰坦克並重新命名為天馬虎主戰坦克。
中華人民共和國亦有對KPV進行仿制，名為56式四联高射机枪（Type 56）。其继任者是02式重机枪。主要的不同點是重量降低，配用轻型枪架和瞄准具，并开始使用同口径新型号枪弹（新旧弹药口径通用）。

## 彈藥
- B-32—全金屬外殼硬化钢芯穿甲燃燒彈（API），钢芯铅套结构，弹尖填充燃烧剂。彈頭重64.4克，初速976米／秒，垂直命中（0度）可在500米內穿透32毫米均質裝甲。弹尖色标为黑色带一红圈。碰撞到较硬的目标会引燃并“炸”出一小团火光和烟雾来标识落点并有几率点燃可燃物。
- BS-41-与B-32类似的碳化钨芯穿甲燃烧弹，具有比B-32更强的穿透力，弹尖涂黑且弹头剩余部分全部涂红，以此标识来区分其与B-32。
- BZT—全金屬外殼鋼製穿甲燃烧曳光彈（API-T），彈頭重59.56克，初速1,005米／秒，结构类似B-32，但钢芯较短，弹头剩余空间填充曳光管。具有较穿甲燃烧弹为低的穿透力和近似的引燃／弹道指示效果，在2000米內有曳光能力。
- MDZ—高爆燃烧彈，彈頭重59.68克。对轻装甲尤其是飞行器有较好的打击效果（可以撕裂薄金属蒙皮，点燃油料），或用于落点指示。色标为弹头全部涂紫。
- DGE-02—穿甲爆炸燃烧弹（APEI），由中國生产。色标为弹尖涂黑加黄圈且弹头余部涂紫。
- DGJ-02—钨芯脱壳穿甲弹，由中国生产，据称初速可达1,450米／秒。

保加利亞、中華人民共和國、埃及、波蘭及羅馬尼亞亦有生產以上彈藥。

## 使用國

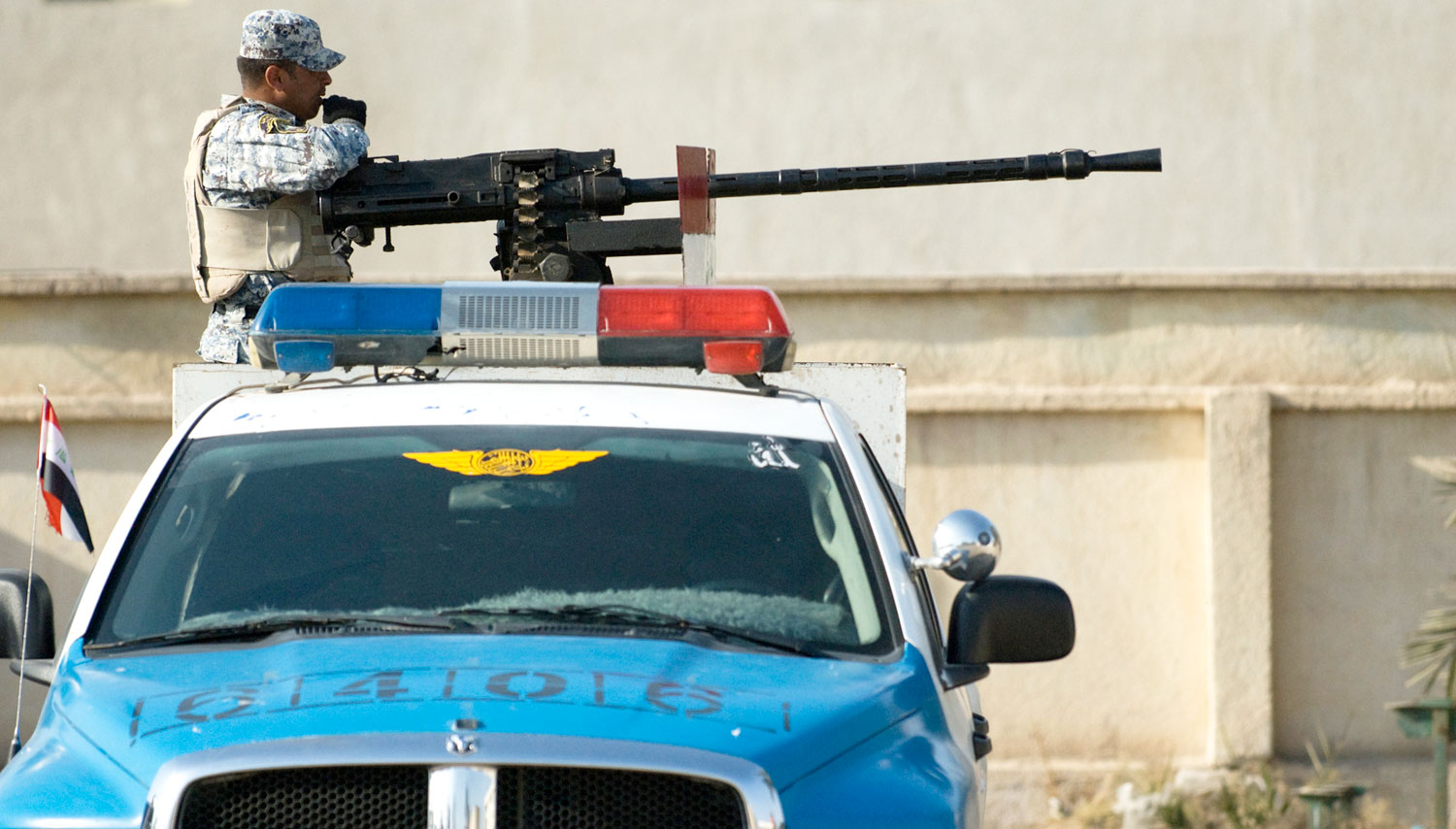
伊拉克國家警察警車上裝設的KPV

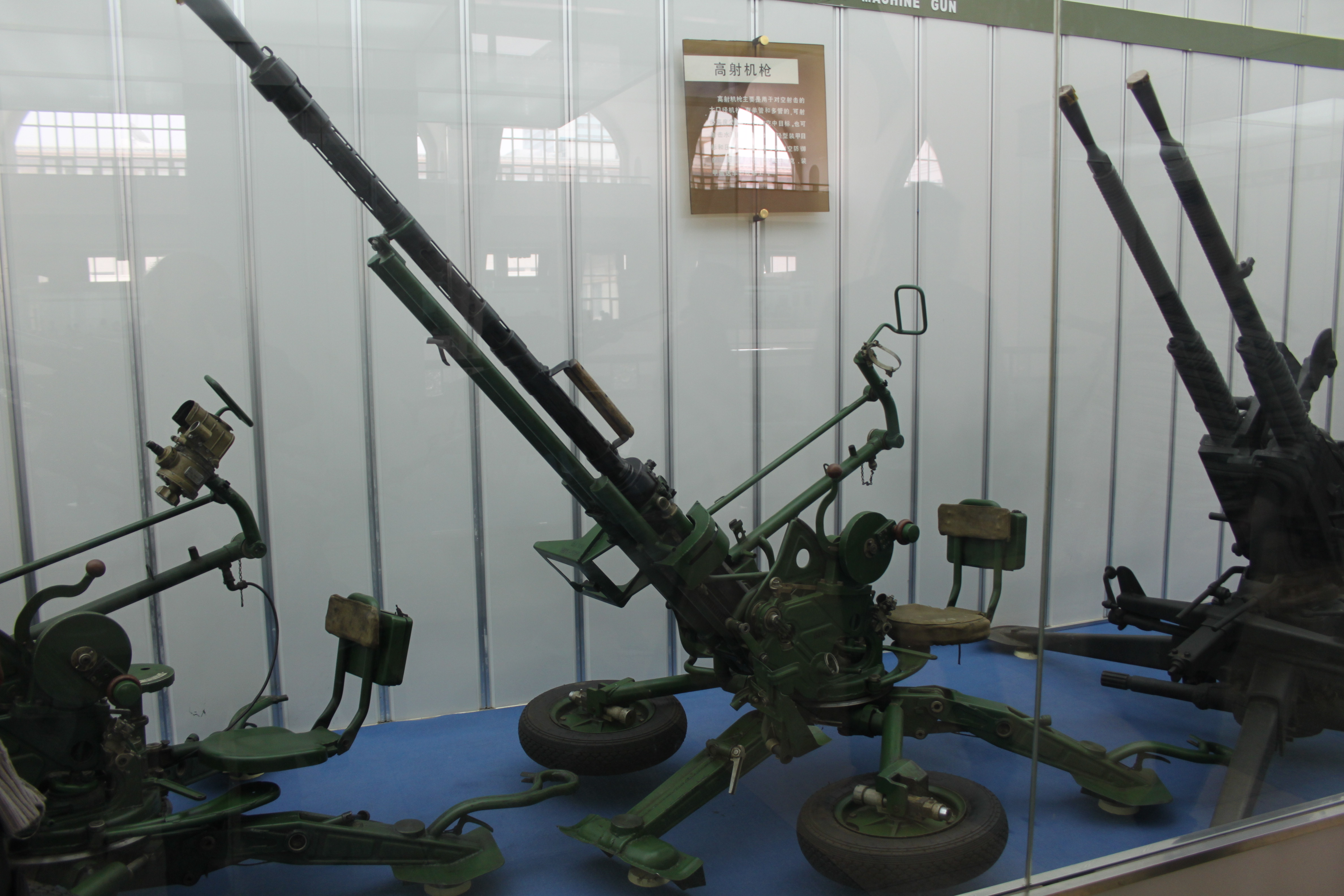
中國仿製的56式防空重機槍

- 阿富汗
- 阿尔巴尼亚
- 阿尔及利亚
- 安哥拉
- 亞美尼亞
- 白俄羅斯
- 保加利亚
- 布吉納法索
- 柬埔寨
- 中华人民共和国
- 刚果共和国
- 古巴
- 刚果民主共和国
- 埃及
- 赤道几内亚
- 爱沙尼亚
- 衣索比亞
- 芬兰
- 几内亚
- 匈牙利
- 印度
- 印度尼西亞
- 伊朗
- 伊拉克
- 伊拉克库尔德斯坦
- 科威特
- 黎巴嫩
- 利比亞
- 马达加斯加
- 馬爾他
- 毛里塔尼亚
- 墨西哥
- 摩尔多瓦
- 蒙古国
- 摩洛哥
- 莫桑比克
- 緬甸
- 纳米比亚
- 尼泊尔
- 北馬其頓
- 尼加拉瓜
- 巴基斯坦
- 波蘭
- 羅馬尼亞
- 俄羅斯
- 撒拉威阿拉伯民主共和國
- 塞爾維亞
- 索馬利蘭
- 南蘇丹
- 斯里蘭卡
- 苏丹
- 叙利亚
- 坦桑尼亚
- 多哥
- 德涅斯特河沿岸
- 土耳其
- 葉門
- 越南
- 乌克兰
- 乌拉圭
- 尚比亞
- 辛巴威

### 前使用國
- 苏联
- 捷克斯洛伐克

## 資料來源
- Suermondt, Jan. . Kent: Grange Books. 2004年: 第104頁.

1. ↑  .   [2008-06-25]. （原始内容存档于2010-09-02）.

## 外部連結
- （英文）Modern Firearms—KPV Pictures and more detailed production information
- （英文）Russian/Soviet KPV MACHINE GUN ON WHEELED MOUNT (MARKOV'S MOUNT) IN 14.5 x 114 calibre (M41/44) – Walk around photos （页面存档备份，存于）
- （英文）ZPU-2 - TWIN MOUNT 14.5MM ANTI-AIRCRAFT GUNS (Twin mount anti-aircraft 14.5mm KPV machine guns) – Walk around photos